# Steinbach (Taunus)

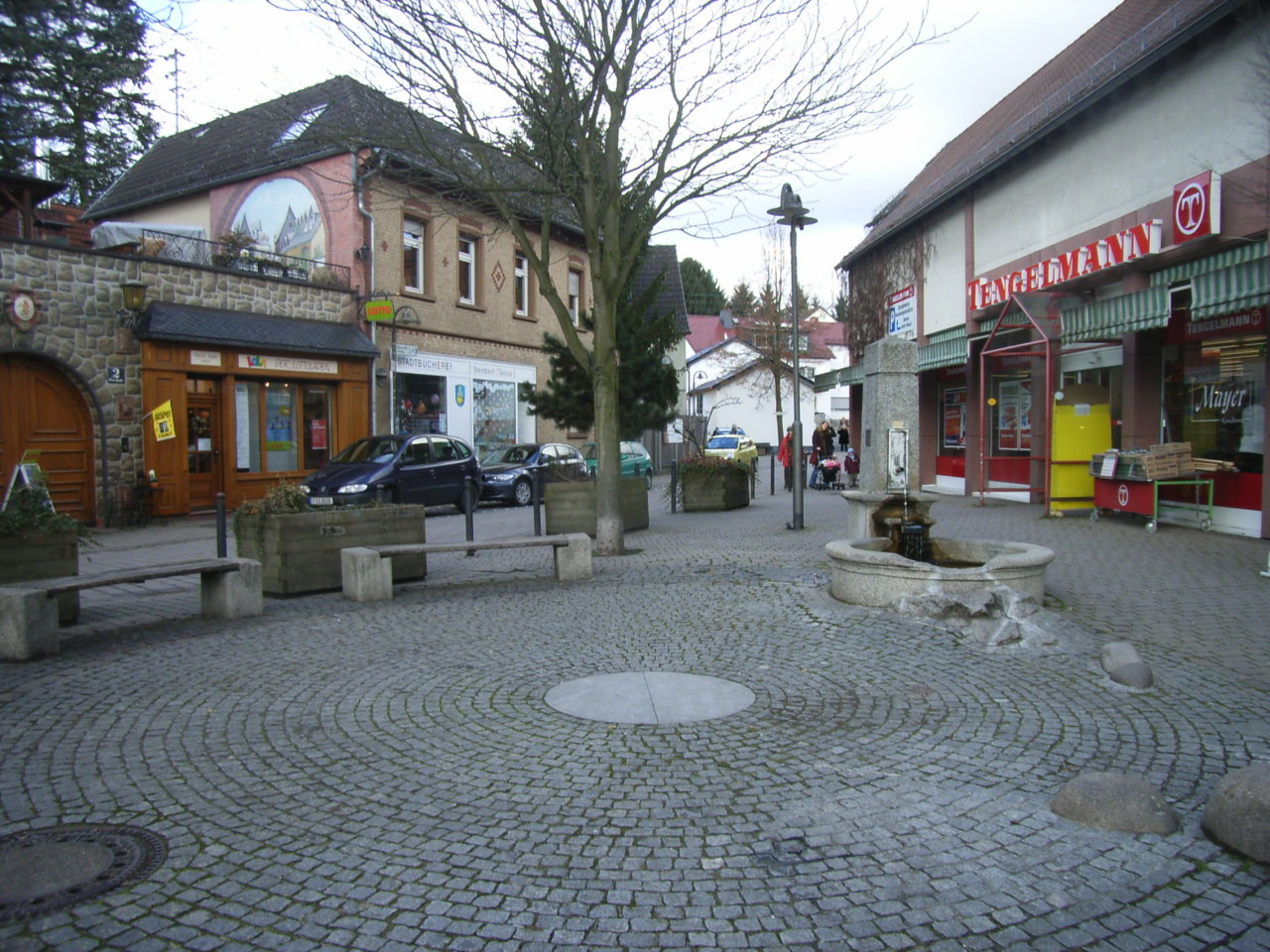
Bütt und Freier Platz

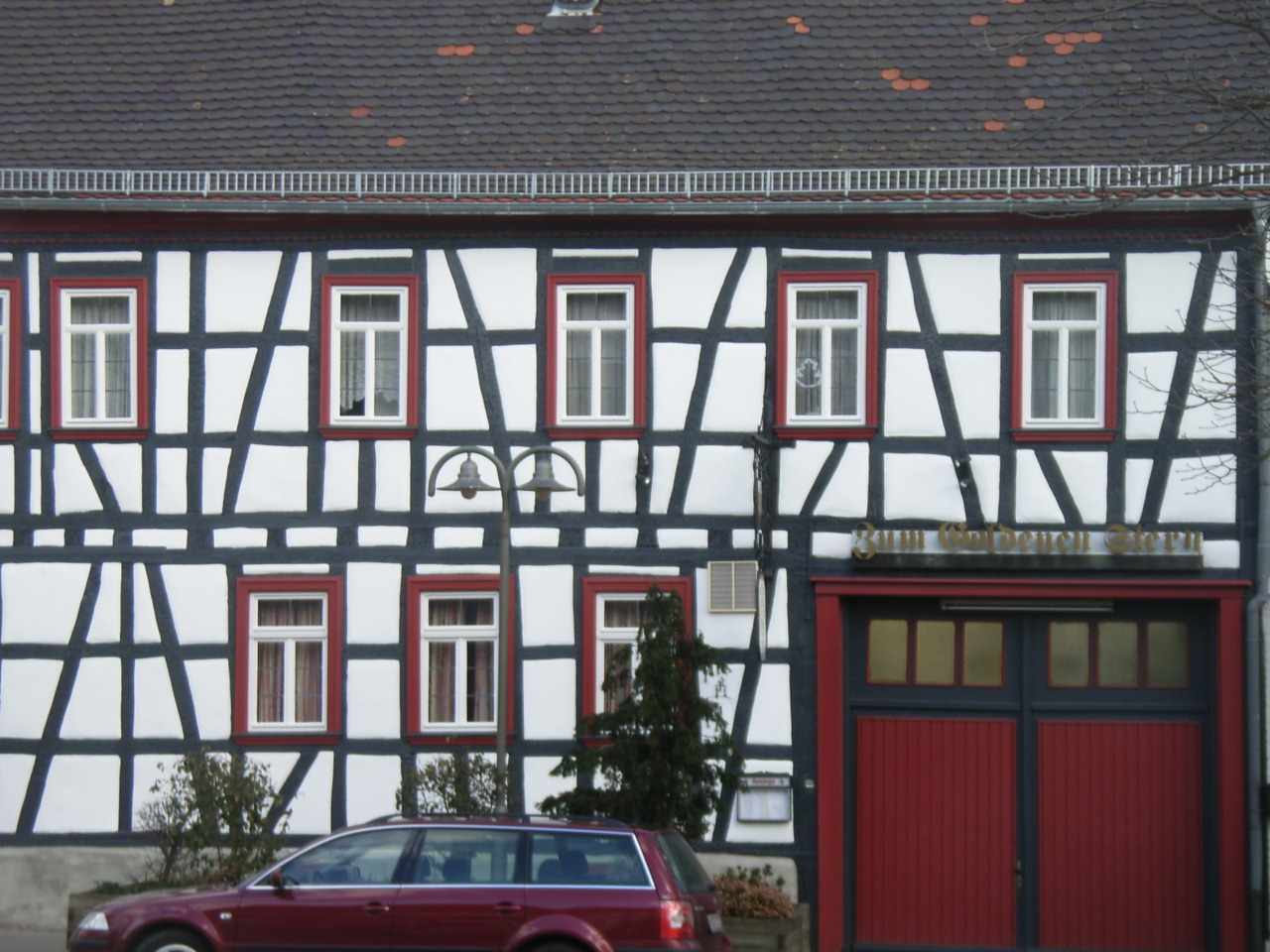
Gasthaus Zum goldenen Stern

Steinbach (Taunus) ist eine Stadt im hessischen Hochtaunuskreis im Regierungsbezirk Darmstadt.

## Geographie

### Geographische Lage
Steinbach liegt auf einer Höhe von 166 m ü. NN im Vordertaunus, am Fußrand des Naturparks Taunus, nordwestlich angrenzend an Frankfurt-Niederursel und siebeneinhalb Kilometer südwestlich der Kreisstadt Bad Homburg vor der Höhe. In Sichtweite befinden sich in Richtung Nordwesten der Altkönig und der Große Feldberg, im Südwesten ist bei klaren Sichtverhältnissen der Odenwald zu erkennen. Südlich erhebt sich die Frankfurter Skyline und bei klarem Wetter ist der Blick bis zum Staudinger-Kraftwerk in Großkrotzenburg hinter Hanau möglich.
Die Stadt ist umgeben von weiten Feldfluren. Im Südosten liegt das Tal des Steinbachs, der in Praunheim in die Nidda mündet, landschaftsprägend als geschützter Landschaftsbestandteil ausgewiesen. Heute schlängelt sich der Bach durch das Wiesental und bildet vor der Eisenbahnbrücke (Viadukt) ein Sumpfgebiet. Er hat dem Dorf seinen Namen gegeben und war wohl schon in vorgeschichtlicher Zeit eine der Voraussetzungen dafür, dass hier Menschen siedelten.
Die Stadt umfasst nur die Gemarkung Steinbach (Gmk.-Nr. 60840). Der westliche Gemarkungsteil mit verstreut liegenden Streuobstwiesen und Feldhecken ist Teil eines großflächigen Vorranggebietes für Natur und Landschaft. Richtung Nordwesten liegt der Steinbacher Heidewald.
In vorgeschichtlicher Zeit befand sich im Norden von Steinbach ein durch einen natürlichen Erdwall aufgestauter See. Er reichte zur heutigen „Bornhohl“ hinunter. Der See ist schon vor Jahrhunderten ausgetrocknet. Vorhanden sind nur noch die beiden eingefassten Steinbachquellen auf Privatgrundstücken und die Parkanlage „Am alten See“.

### Dorfanlage
Das älteste Dorf war ein Runddorf, dessen Häuser sich in einem Umkreis von 100 Metern um den alten Laufbrunnen am Freien Platz (früher im Volksmund „Dalles“ genannt) gruppierten. Der dortige Brunnen („Bütt“) lieferte den Einwohnern Trinkwasser. Wasserleitungen wurden, wie die Gasleitungen, erst 1954 gelegt, nachdem Steinbach Gemeinde im Obertaunuskreis geworden war. Vom Freien Platz aus führen noch heute Unter- und Kirchgasse sowie Bornhohl – in der Verlängerung die Obergasse – ab.
| Art der Nutzung  | Fläche (Hektar) |
| ---------------- | --------------- |
| Gemarkungsgebiet | 440             |
| Bebaut           | 146,5           |
| Ackerland/Wiese  | 218,5           |
| Waldgebiet       | 75              |

### Nachbargemeinden
Im Uhrzeigersinn, beginnend im Norden, grenzt Steinbach an die Städte Oberursel (Taunus) mit dem Stadtteil Stierstadt, Frankfurt am Main (mit den Stadtteilen Niederursel, Praunheim und Rödelheim), Eschborn (mit dem Stadtteil Niederhöchstadt) und Kronberg im Taunus.

## Geschichte

### Urgeschichte
Das Wasser des Steinbachs und der fruchtbare Lössboden im Taunusvorland veranlassten Menschen im Neolithikum hier zu siedeln und Ackerbau und Viehzucht zu betreiben. Diese ersten Siedler wurden am nördlichen Ufer des angestauten Sees sesshaft (heutige „Rombergstraße“). Westlich der heutigen Waldstraße belegen Funde eine Siedlung der Bandkeramischen Kultur, in der 250 bis 300 Personen lebten. Weitere entsprechende archäologische Fundstellen in der Flur 7 am Viehweg auf dem Gelände der Gewerkschaftsschule belegen das ebenfalls. Eine Fundstelle der Hallstattzeit (800 bis 450 v. Chr.) kam bei Bauarbeiten am Wohngebiet Süd zum Vorschein.
Im September 1988 stieß eine archäologische Ausgrabung im Nordwesten Steinbachs bei auf mehrere römische Steinfundamente, zum Teil Reste von Gebäuden. Vermutlich wurde ein kleiner Ausschnitt eines Gebäudekomplexes ergraben.

### Mittelalter
Steinbachs älteste erhaltene Erwähnung stammt aus dem Jahr 789 in der Abschrift einer Urkunde im Lorscher Codex. Ein gewisser Alaholf beurkundet, dass er dem Kloster Lorsch am 14. September 789 dreißig Tagwerk Ackerland schenkte.
Im Codex finden sich weitere Erwähnungen aus karolingischer Zeit.
Die evangelische Kirche St. Georg in Steinbach gehörte zum Erzbistum Mainz und wurde um 1270 errichtet, die älteste erhaltene urkundliche Erwähnung aber stammt aus dem Jahr 1371, als der Ritter Frank VIII. von Cronberg in seinem Testament 40 Gulden für deren Bauunterhalt vermacht. Ab ca. 1367 gehörte Steinbach zur Pfarrei Eschborn. Kirchliche Mittelbehörde war das Archidiakonat des Propstes von St. Peter in Mainz.
Bis 1418 gehörte Steinbach zur Herrschaft der Grafen von Falkenstein, die es 1350 an die Herren von Cronberg verkaufen. Später gehörte es im ausgehenden Mittelalter zur Herrschaft der Herren von Eppstein.

### Frühe Neuzeit
Nach dem Aussterben der Herren von Eppstein gelangte Steinbach 1535 an die Grafen von Stolberg, die auch die Reformation nach lutherischer Konfession durchführten. 1578 wurde Steinbach von den Grafen von Stolberg mit drei weiteren Dörfern an Graf Philipp Ludwig I. von Hanau-Münzenberg verpfändet und schließlich 1595 ganz an Hanau verkauft. Der damals in der Grafschaft Hanau-Münzenberg regierende Graf Philipp Ludwig II. war streng reformiert und setzte nach dem Grundsatz „Cuius regio, eius religio“ in seiner gesamten Grafschaft die reformierte Konfession weitestgehend durch.
Die Grafschaft Hanau-Münzenberg – und damit Steinbach – fiel nach dem Tod des letzten Grafen von Hanau, Johann Reinhard III., 1736, aufgrund eines Erbvertrages an die Landgrafschaft Hessen-Kassel.

### Schultheißen
- 1582: Johann Ruppel
- 1592: Philipp Michel
- 1594: Hans Bender
- 1600–1618: Jakob Ansbach
- 1669: Johann Sulzbacher
- 1681: Hans Michel
- 1710: Joh. Helwes Heinrich
- 1733: Kaspar Michel
- 1737–1796: Christoph Lorey
- 1764: Peter Bechtel
- 1773–1796: Adam Philipp Hill
- 1809: Straßheimer
- 1812: Kaspar Epp
- 1817: Heinrich Gissel

### Neuzeit
1806 bis 1810 war Steinbach französisch besetzt, gehörte zum Fürstentum Hanau und wurde danach dem Großherzogtum Hessen zugeschlagen, bei dem es auch nach dem Wiener Kongress verblieb. Hier und bei den Rechtsnachfolgern des Großherzogtums gehörte es folgenden Verwaltungseinheiten an:
- ab 1820: Amt Vilbel, Provinz Oberhessen,
- ab 1821: Landratsbezirk Vilbel,
- ab 1823: Landratsbezirk Butzbach,
- ab 1832: Kreis Friedberg,
- ab 1848: Regierungsbezirk Friedberg,
- ab 1852: Kreis Vilbel,
- ab 1874: Kreis Offenbach, Provinz Starkenburg
- ab 1945/47: Obertaunuskreis[7]

Von 1866 bis 1945 bildete Steinbach eine hessische Exklave – gemeinsam mit dem Berg „Altkönig“ – im ansonsten preußischen Vordertaunus. Ab 1918 gehörte es zum Volksstaat Hessen.
Von 1823 bis 1853 gehörte Steinbach zum Bezirk des Landgerichts Rödelheim, der 1853 aufgelöst wurde, dann bis 1879 zu dem des Landgerichts Vilbel. 1879 wurde das Landgericht Offenbach zuständig, 1947 das Amtsgericht Frankfurt am Main und 1953 das Amtsgericht Bad Homburg.
1909 wird die Freiwillige Feuerwehr Steinbach gegründet.
Im Ersten Weltkrieg wurden 184 Steinbacher zum Wehrdienst einberufen, was einem Fünftel der Bevölkerung Steinbachs entsprach. 29 Steinbacher Soldaten starben in diesem Krieg. 1919 bis 1924 war Steinbach im Rahmen der Alliierten Rheinlandbesetzung durch französische Truppen besetzt. Eine versuchte Eingemeindung nach Frankfurt am Main scheiterte damals.

### Zweiter Weltkrieg
Zu Beginn des Zweiten Weltkrieges kamen vor allem junge Polinnen und Sowjetbürgerinnen nach Steinbach, wo sie überwiegend im Haushalt beschäftigt waren. Dann folgten französische Kriegsgefangene, deren Arbeitskraft in landwirtschaftlichen Betrieben gebraucht wurde. 1944 schließlich wurden zwei Massenlager im Ort eingerichtet: ein italienisches Kommando in der Turnhalle und ein russisches Kommando auf dem alten Sportplatz im Steinbacher Wald in vier Baracken. Die Italiener zogen Mitte Januar 1944 zu Fuß vom Bahnhof frierend Richtung Obergasse, wo die dortige Turnhalle mit Strohsäcken notdürftig als Lager vorbereitet war. Einzelne Gruppen der Italiener wurden von der Deutschen Reichsbahn zum Arbeitseinsatz abgeholt. Die dagebliebenen wurden von den Einheimischen gelegentlich beschäftigt, hatten viel Freizeit und fühlten sich schon heimisch. Als am 29. März 1945 amerikanische Truppen in Steinbach einmarschierten, traten die Italiener die Heimreise an. Auch die „Russen“ wurden bei der Deutschen Reichsbahn eingesetzt.
Ein Munitionslager lag im Steinbacher Wald, auf dessen Betonfundamenten die heutige Oberhöchstädter „Waldsiedlung“ steht.
In der Nacht vom 24. auf den 25. August 1942 wurde Steinbach mit Spreng- und Brandbomben angegriffen. Zahlreiche Brände entstanden, die Schule in der Gartenstraße (heute das Rathaus) brannte nieder. Bei einem Bombenangriff 1944 gibt es 13 Tote.
Bei einem weiteren Angriff in der Nacht vom 27. auf den 28. August 1943 sprang ein britischer Oberst in Steinbachs Gemarkung ab, um die Flugabwehrkanonen, die immer wieder britische Bomber abschossen, auszuspionieren. Der britische Spion landete bei seinem Absprung so unglücklich in einem Apfelbaum, dass er sich seinen Fuß verstauchte und sein Vorhaben aufgeben musste. Während er die heutige Eschborner Straße Richtung Ortsmitte entlang humpelte, bildeten die Einwohner einen Lynchmob. Diese Szene beobachtete Heinrich Wäsch, ein Obergefreiter. Er stürmte mit entsicherter Pistole auf den Mob zu und schüchterte die Menschen ein. Der Colonel kam nach dem Krieg wohlbehalten nach Großbritannien zurück und übermittelte Grüße, als die Tochter seines Retters später in Steinbach heiratete.
Steinbach hatte im Zweiten Weltkrieg 58 vermisste und gefallene Soldaten zu beklagen.

### Nachkriegszeit
Die Verbindung mit der Kreisstadt Offenbach am Main war in den ersten Nachkriegswochen vollständig unterbrochen. Die Gemeindeverwaltung unterstellte sich deshalb der Verwaltung des Obertaunuskreises. Bald darauf wurde die Exklave Steinbach zunächst kommissarisch und von 1947 ab durch Gesetz dem Obertaunuskreis zugeordnet.
Kurz nach dem Amtsantritt von Walter Herbst als Bürgermeister 1962 zählte es 1900 Einwohner. Die gewachsene soziale Struktur hatte sich bis dahin wenig verändert.

### Expansion

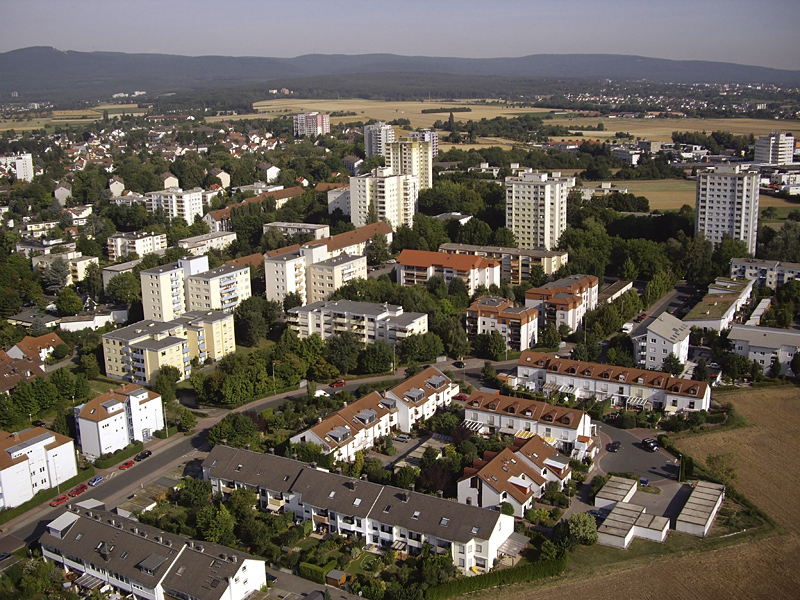
Luftbild Steinbachs

Das kleine Dörfchen Steinbach hatte aber nun große Ziele: Im Süden wie im Norden entstanden weitläufige Baugebiete, in denen Mehrfamilien- und Hochhäuser errichtet wurden. In einem 30 Hektar großen Siedlungsgebiet entstanden 628 Wohnungen. Das Projekt war mit 20 Millionen DM veranschlagt. Hauptsächlich junge Familien zogen damals nach Steinbach. 1960 betrug die Einwohnerzahl Steinbachs 1713, zehn Jahre später 7255 und 1980 lebten hier 10.550 Menschen. Steinbach entwickelte sich so vom Taunusdorf zur Satellitenstadt. Die Bevölkerung stieg von 1956 bis 1968 um fast 270 Prozent, während sie im gesamten Obertaunuskreis um „nur“ 32 Prozent anwuchs. Ein weiteres Resultat dieser Entwicklung war, dass Steinbach am 22. September 1972 die Stadtrechte verliehen bekam.
Zuvor war auch die Eingemeindung nach Frankfurt am Main im Rahmen der Gebietsreform 1972 erwogen worden. Am 10. April 1972 stellte der Frankfurter Magistrat unter Rudi Arndt (SPD) bei der Landesregierung den Antrag auf Eingemeindung. Auch der Gesetzesentwurf von Innenminister Hanns-Heinz Bielefeld (FDP) enthielt diese Überlegung. Erst die Abstimmung im zuständigen Landtagsausschuss führte zu einer Ablehnung des Frankfurter Antrags durch Stimmengleichheit.
Im Zuge der Gebietsreform wurden zum 1. August 1972 kraft Landesgesetz einzelne Grundstücke aus den Gemarkungen Stierstadt und Weißkirchen der Stadt Oberursel eingegliedert.
Steinbach hat gleichwohl den ländlichen Charakter bis heute bewahrt und wird weiter als Wohnstadt geschätzt, obwohl es hinter Frankfurt und Offenbach die dritthöchste Bevölkerungsdichte in Hessen aufweist. Seit dem Anfang der 1990er-Jahre stagnierte diese Entwicklung, was hauptsächlich an der ungünstigen Verkehrslage Steinbachs liegt. Die Ausweisung von Baugebieten lässt die Bevölkerungszahl seit 2010 weiter steigen.

### Einwohnerentwicklung
| Jahr | Einwohner | Jahr | Einwohner | Jahr | Einwohner | Jahr | Einwohner | Jahr | Einwohner |
| ---- | --------- | ---- | --------- | ---- | --------- | ---- | --------- | ---- | --------- |
| 1535 | 31        | 1864 | 584       | 1925 | 1.050     | 1965 | 4.089     | 2012 | 10.138    |
| 1750 | 220       | 1871 | 604       | 1939 | 1.147     | 1967 | 4.959     | 2014 | 10.357    |
| 1754 | 312       | 1875 | 678       | 1945 | 1.492     | 1970 | 6.566     | 2015 | 10.453    |
| 1834 | 454       | 1885 | 680       | 1946 | 1.400     | 1975 | 10.642    | 2016 | 10.536    |
| 1840 | 556       | 1895 | 711       | 1950 | 1.461     | 1985 | 10.440    | 2022 | 10.846    |
| 1852 | 603       | 1905 | 853       | 1956 | 1.531     | 2007 | 10.005    | -    | -         |
| 1858 | 565       | 1910 | 993       | 1961 | 1.731     | 2010 | 10.097    | -    | -         |

## Religion

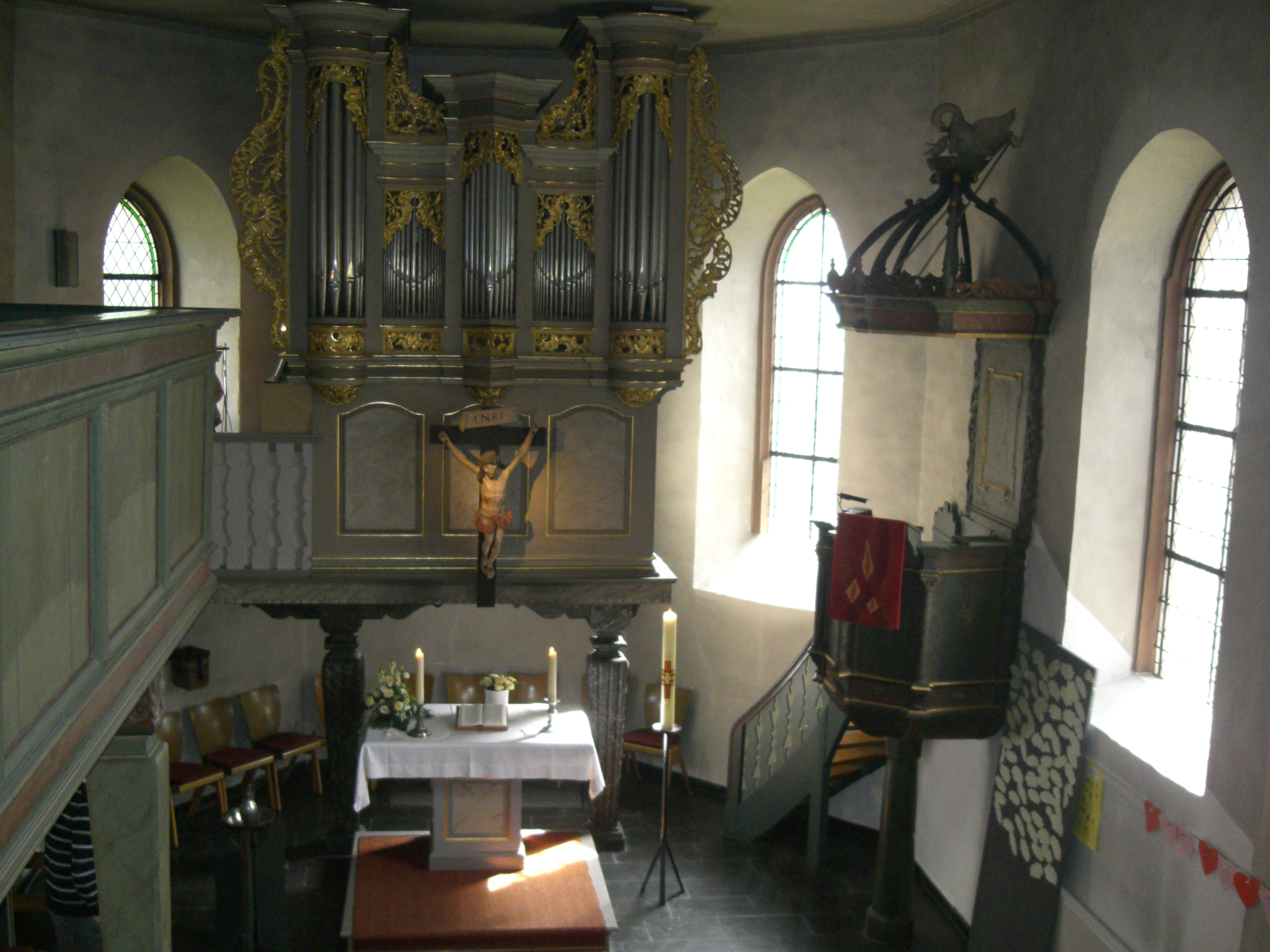
Innenraum der St.-Georgskirche mit Altar und Kanzel

Infolge der geschichtlichen Entwicklung war Steinbach ein überwiegend evangelisches Dorf. Es erhielt aber erst 1859 seinen eigenen Pfarrer. In der Zeit von 1959 bis 1966 betreute der Steinbacher evangelische Pfarrer zusätzlich noch die Filialgemeinde in Stierstadt/Weißkirchen, heute Versöhnungsgemeinde. Dort waren nach dem Zweiten Weltkrieg in die früher rein römisch-katholischen Gemeinden sehr viele evangelische Neubürger zu gezogen. Umgekehrt war durch den Zuzug von Neubürgern 1964 der Anteil der römisch-katholischen Bevölkerung in Steinbach auf etwa ein Viertel gestiegen. So betreute die römisch-katholische Gemeinde St. Sebastian Stierstadt zunächst die Katholiken in Steinbach. Hier wurde dann 1964 die römisch-katholische St.-Bonifatius-Kirche erbaut.

## Politik

### Stadtverordnetenversammlung
Die Kommunalwahl am 14. März 2021 lieferte folgendes Ergebnis, in Vergleich gesetzt zu früheren Kommunalwahlen:
| Sitzverteilung in der Stadtverordnetenversammlung 2021Insgesamt 31 Sitze - SPD: 8 - Grüne: 6 - FDP: 9 - CDU: 8 | Parteien und Wählergemeinschaften | Parteien und Wählergemeinschaften           | 2021  | 2021  | 2016  | 2016  | 2011  | 2011  | 2006  | 2006  | 2001  | 2001  |
| Sitzverteilung in der Stadtverordnetenversammlung 2021Insgesamt 31 Sitze - SPD: 8 - Grüne: 6 - FDP: 9 - CDU: 8 | Parteien und Wählergemeinschaften | Parteien und Wählergemeinschaften           | %     | Sitze | %     | Sitze | %     | Sitze | %     | Sitze | %     | Sitze |
| Sitzverteilung in der Stadtverordnetenversammlung 2021Insgesamt 31 Sitze - SPD: 8 - Grüne: 6 - FDP: 9 - CDU: 8 | FDP                               | Freie Demokratische Partei                  | 29,8  | 9     | 39,0  | 12    | 21,8  | 7     | 9,5   | 3     | 9,0   | 3     |
| Sitzverteilung in der Stadtverordnetenversammlung 2021Insgesamt 31 Sitze - SPD: 8 - Grüne: 6 - FDP: 9 - CDU: 8 | SPD                               | Sozialdemokratische Partei Deutschlands     | 26,8  | 8     | 27,4  | 9     | 26,5  | 8     | 29,7  | 9     | 33,6  | 10    |
| Sitzverteilung in der Stadtverordnetenversammlung 2021Insgesamt 31 Sitze - SPD: 8 - Grüne: 6 - FDP: 9 - CDU: 8 | CDU                               | Christlich Demokratische Union Deutschlands | 26,0  | 8     | 19,7  | 6     | 29,4  | 9     | 46,7  | 15    | 44,5  | 14    |
| Sitzverteilung in der Stadtverordnetenversammlung 2021Insgesamt 31 Sitze - SPD: 8 - Grüne: 6 - FDP: 9 - CDU: 8 | Grüne                             | Bündnis 90/Die Grünen                       | 17,4  | 6     | 13,8  | 4     | 22,3  | 7     | 14,1  | 4     | 12,9  | 4     |
| Sitzverteilung in der Stadtverordnetenversammlung 2021Insgesamt 31 Sitze - SPD: 8 - Grüne: 6 - FDP: 9 - CDU: 8 | Gesamt                            | Gesamt                                      | 100,0 | 31    | 100,0 | 31    | 100,0 | 31    | 100,0 | 31    | 100,0 | 31    |
| Sitzverteilung in der Stadtverordnetenversammlung 2021Insgesamt 31 Sitze - SPD: 8 - Grüne: 6 - FDP: 9 - CDU: 8 | Wahlbeteiligung in Prozent        | Wahlbeteiligung in Prozent                  | 52,2  | 52,2  | 50,8  | 50,8  | 51,4  | 51,4  | 48,2  | 48,2  | 57,9  | 57,9  |

### Bürgermeister
Nach der hessischen Kommunalverfassung wird der Bürgermeister für eine sechsjährige Amtszeit gewählt, seit dem Jahr 1993 in einer Direktwahl, und ist Vorsitzender des Magistrats, dem in der Stadt Steinbach (Taunus) neben dem Bürgermeister ehrenamtlich ein Erster Stadtrat und sechs weitere Stadträte angehören. Bürgermeister ist seit dem 1. Juli 2019 Steffen Bonk (CDU), der bis dahin in der Stadtverwaltung Amtsleiter des Hauptamtes und des Personalamtes war. Sein Amtsvorgänger Stefan Naas (FDP) hatte bei der Landtagswahl 2018 erfolgreich für den Hessischen Landtag kandidiert und schied mit Beginn der Wahlperiode am 18. Januar 2019 aus dem Bürgermeisteramt aus. Sodann leitete der Erste Stadtrat Lars Knobloch die Stadtverwaltung kommissarisch und die Wahl eines neuen Bürgermeisters musste vorgezogen werden. Steffen Bonk erhielt am 7. April 2019 in einer Stichwahl bei 49,2 Prozent Wahlbeteiligung 53,7 Prozent der Stimmen. Es folgte eine Wiederwahl im Februar 2025.
Amtszeiten der Bürgermeister
- 2019–2031 Steffen Bonk (CDU)[17]
- 2009–2019 Stefan Naas (FDP)[18]
- 1998–2009 Peter Frosch (CDU)
- 1992–1998 Edgar Parnet (SPD)
- 1962–1992 Walter Herbst (SPD) (heute Ehrenbürgermeister)
- 1956–1961 Heinz Molitor (FWG)
- 1946–1956 Kaspar Braunroth (SPD)
- 1919–1932 Karl Molitor (MSPD)
- 1898–1919 Heinrich Heinrich
- 1887–1898 Kaspar Matthäus
- 1883–1887 Franz Heck
- 1821: Philipp Straßheimer (erstmals Bürgermeister)

### Städtepartnerschaften
Die Stadt Steinbach (Taunus) unterhält folgende Gemeindepartnerschaften:
- Steinbach-Hallenberg, Deutschland
- Saint-Avertin, Frankreich (seit 1980)
- Pijnacker-Nootdorp, Niederlande (von 1974 bis 2009)

### Hoheitszeichen

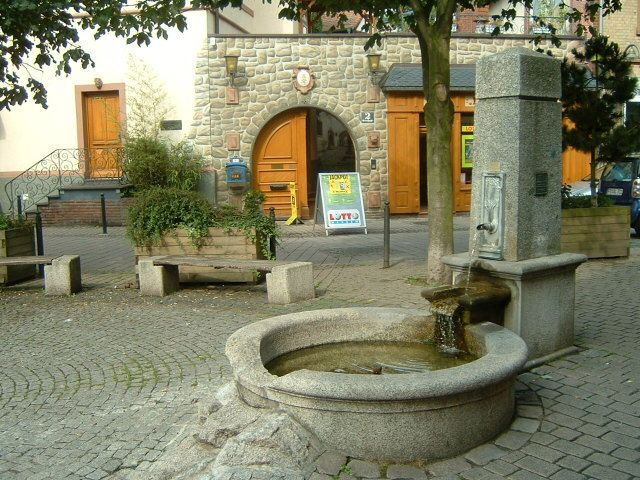
Der Steinbacher Brunnen auf dem Freien Platz

Bannerflagge

Als Hoheitszeichen führt die Stadt Steinbach (Taunus) ein Siegel, ein Wappen und eine Flagge.
| Wappen der Stadt Steinbach (Taunus) | Blasonierung: „In Blau ein bedachter goldener Brunnen mit Holzbütte, in die aus zwei Röhren ein silberner Wasserstrahl fließt.“ |
| Wappen der Stadt Steinbach (Taunus) | Wappenbegründung: Das Wappen stellt das Wahrzeichen Steinbachs dar, den Brunnen auf dem Freien Platz, der sich im Laufe der Zeit äußerlich verändert hat. Während er gegenwärtig nur einen Auslauf aufweist, entsprach er früher der im Wappen dargestellten Ausführung mit zwei Wasserstrahlen. Der Brunnen auf dem Freien Platz (früher: Pijnacker-Platz, im Volksmund „Dalles“) wird noch heute bei der sogenannten Bachrechtstaufe als Aufnahme von Neubürgern genutzt und aus seinem Wasser die Neubürger „getauft“. Am 28. Februar 1964 wurde der Gemeinde Steinbach im damaligen Obertaunuskreis, Regierungsbezirk Wiesbaden, ein Wappen verliehen. |

## Kultur und Sehenswürdigkeiten

### Sehenswertes

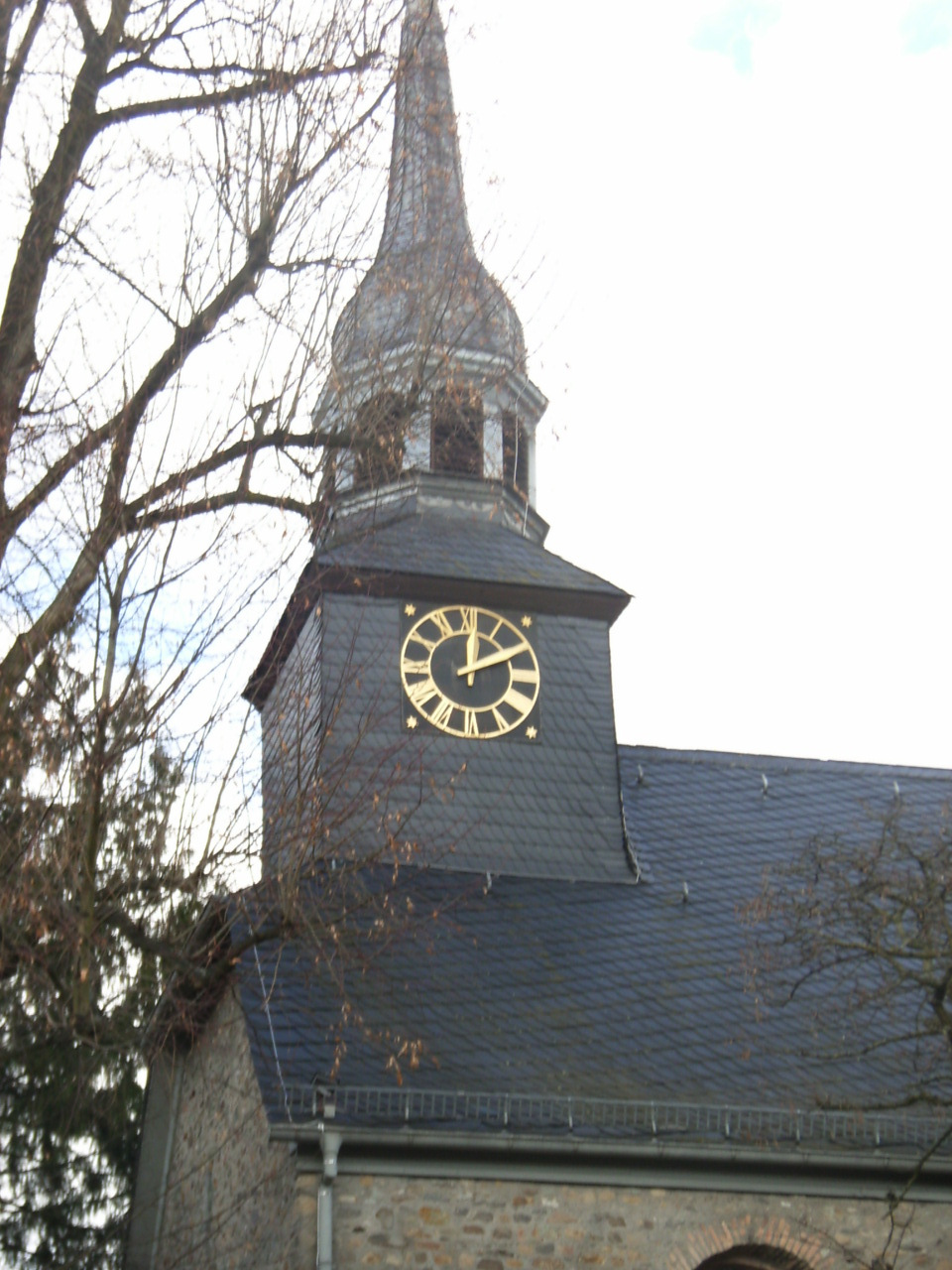
St. Georgskirche

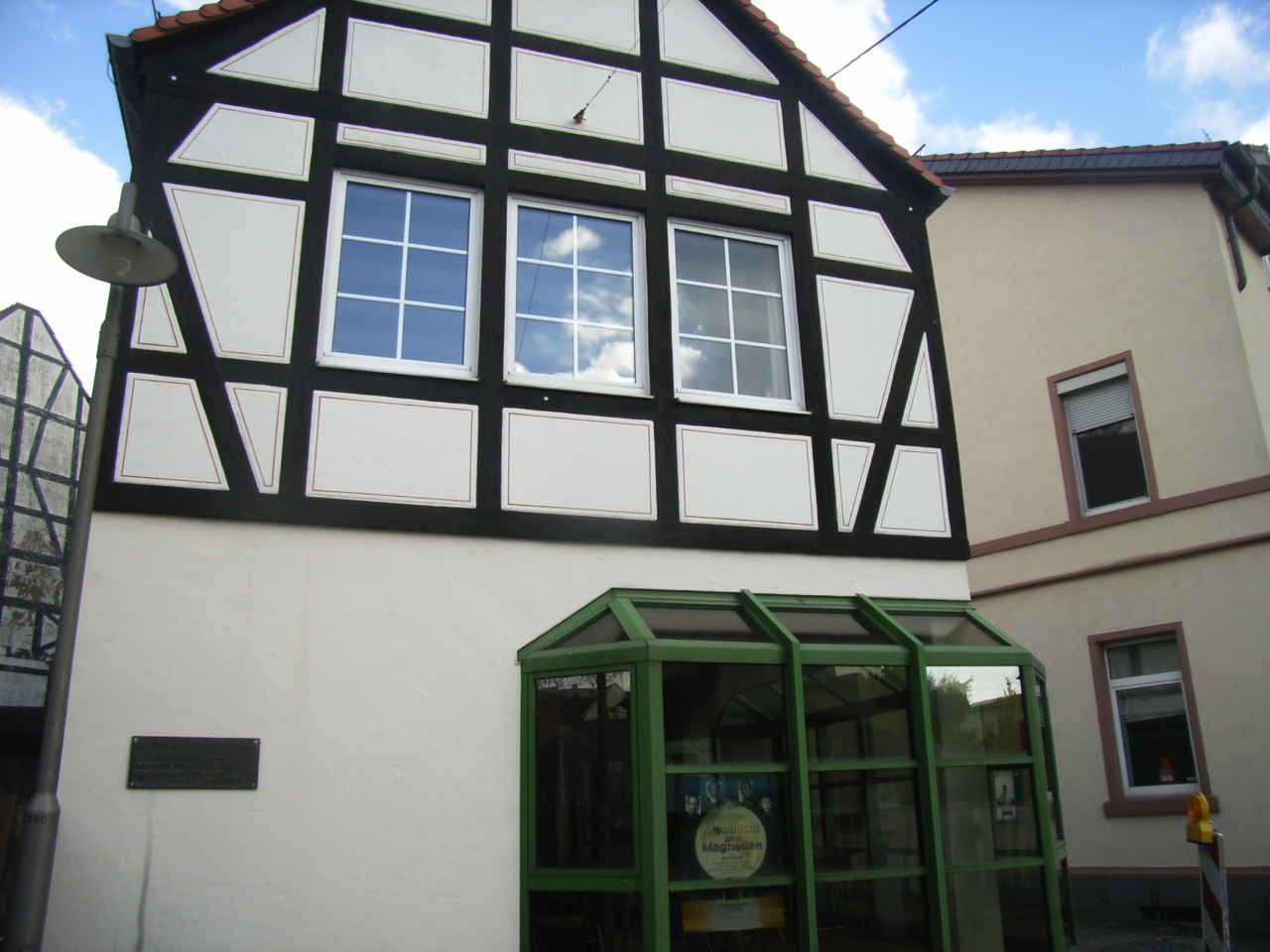
Backhaus in der Kirchgasse

Die evangelische Kirche St. Georg wurde um 1270 in romanischer und frühgotischer Zeit erbaut. In ihrem kleinen, spitzen Türmchen hängen zwei Glocken. Die älteste, die St. Georgenglocke aus dem Jahr 1622 (also noch aus dem Dreißigjährigen Krieg) hat ein Gewicht von 125 Kilo und ist auf den Ton „dis“ gestimmt. Ihre Inschrift lautet „1622 Goß mich Johannes Schneidewindt in Frankfurdt“. Die zweite, die Johannesglocke. Sie wurde am 2. Dezember 1956 von der Glockengießerei Rincker in Sinn gegossen, wiegt 110 Kilo und ist auf den Ton „fis“ gestimmt. Ihre Inschrift lautet „Lasset euch versöhnen mit Gott“, der Leitspruch des 7. Deutschen Evangelischen Kirchentages im nahen Frankfurt am Main 1956.
Auf dem Freien Platz steht das Wahrzeichen, die „Bütt“, ein Laufbrunnen, der direkt aus dem Steinbach gespeist wird. Eingerahmt wird dieses Zentrum von den beiden Gasthöfen „Zum Goldenen Stern“ und „Zum Schwanen“ mit ihren markanten Fachwerkfassaden, Kulturdenkmäler nach dem Hessischen Denkmalschutzgesetz. Beide Lokale haben eine lange Tradition. Der älteste Gasthof Steinbachs „Zum Taunus“ in der Bornhohl existiert nicht mehr.
In der Kirchgasse befindet sich das betriebsfähige Backhaus. Die Räume des Backhauses werden auch für Ausstellungen und Vorlesungen genutzt. Hier befindet sich auch ein Trauzimmer.
In Steinbach gibt es weitere historische Gebäude, an denen Bronzetafeln über das Baujahr und deren Geschichte informieren, wie beispielsweise das Haus Untergasse 2, in dem von 1782 bis 1856 Johann Christoph Diehl lebte, der Lehrer des Frankfurt Mundartdichters Friedrich Stoltze. Ein bronzenes Schild erinnert an den ehemaligen Steinbacher.
Interessant und historisch wertvoll ist auch das alte Schultheißenhaus in der Bornhohl, das 1549 erstmals urkundlich als Haus des Schultheißen erwähnt wurde. Es ist das nach der Kirche älteste erhaltene Gebäude Steinbachs. Der damalige Schultheiß trug den Namen Neustat, auch von Neuenstein genannt. Er bewohnte 1549 bis 1553 mit seiner Ehefrau die unteren Räume des Gebäudes. Der erste Stock diente zur Aufbewahrung von Getreide und Hülsenfrüchten aller Ortsbewohner. Erst für den 16. September 1765 ist eine weitere Erwähnung des Hauses überliefert. Nach Einführung der Gemeindeordnung im Großherzogtum Hessen 1821 wurden die Schultheißen durch gewählte Bürgermeister ersetzt. Von diesem Zeitpunkt an verrichteten Steinbachs ehrenamtliche Bürgermeister, zumeist wohlhabende Landwirte, ihre Amtsgeschäfte in heimischen Wohnzimmern.

### Bildung
Im ersten Teil des 20. Jahrhunderts nahm die Steinbacher Bevölkerung durch hohe Geburtenzahlen stark zu. Im alten Schulhaus (heute Jugendhaus) an der Eschborner Straße platzten die beiden Klassen der zweiklassigen Volksschule aus allen Nähten. Eine dritte Klasse musste deshalb 1907 im Sitzungszimmer des Rathauses untergebracht werden. Doch schon zwei Jahre später 1909 waren auch diese drei Klassen hoffnungslos überfüllt, so dass eine neue Schule errichtet werden musste. Anfang 1909 begannen die Bauarbeiten, für die die Gemeinde ein Darlehen in Höhe von 50.000 Mark aufnahm. Am 13. Oktober wurde das neue Schulhaus seiner Bestimmung übergeben. Auf dem Schulhof wurden kleine Lindenbäume gepflanzt, von denen einige heute noch erhalten sind, inzwischen aber die Schule, die heute als Rathaus dient, überragen. Ab den 1950er Jahren wurde die Volksschule erst dreiklassig, später vierklassig geführt.
Aufgrund des Baubooms gab es zunächst einen zusätzlichen Pavillon mit zwei Klassenzimmern in der Gartenstraße (heute Café) und Schichtunterricht. Daraufhin wurde die Geschwister-Scholl-Schule gebaut und 1966 die Geschwister-Scholl-Schule (Grundschule) eröffnet. Sie besuchen rund 450 Schüler. Nach dem Besuch der Grundschule müssen die Kinder an Schulen benachbarter Gemeinden wechseln, etwa an die Integrierte Gesamtschule Oberursel-Stierstadt mit Gymnasialer Oberstufe oder an die Gymnasien in Kronberg, Oberursel oder Eschborn. Außerdem existiert seit 2009 eine Schule von Phorms Management. Der Phorms Frankfurt Taunus Campus ist privat und bilingual und bietet Unterricht von der Grundschule bis zum Abitur.
Steinbach verfügt über drei Kindergärten, eine Kindertagesstätte, einen Kinderhort und der eine große Anzahl Spielplätze.
Die Bildungsstätte Steinbach ist die zentrale, überregionale Bildungseinrichtung der Industriegewerkschaft Bauen-Agrar-Umwelt. Dort werden unter anderem Betriebsräte aus dem Baugewerbe, der Gebäudereinigung und weiteren Branchen geschult. In der Bildungsstätte finden außerdem zahlreiche Kulturveranstaltungen statt.

### Grünflächen
Beim Bau der Wohnblocks in den 1960er Jahren entstanden großzügige Freiflächen. Hier gibt es ausgeprägten Baumbestand. Am südwestlichen Ende Steinbachs gibt es einen Weiher.
Der Steinbacher Stadt- und Heidewald ist Ausgangspunkt für Wanderungen in den Taunus. Die Hessische Apfelwein- und Obstwiesenroute führt durch die Steinbacher Gemarkung.

### Bühnenprogramm

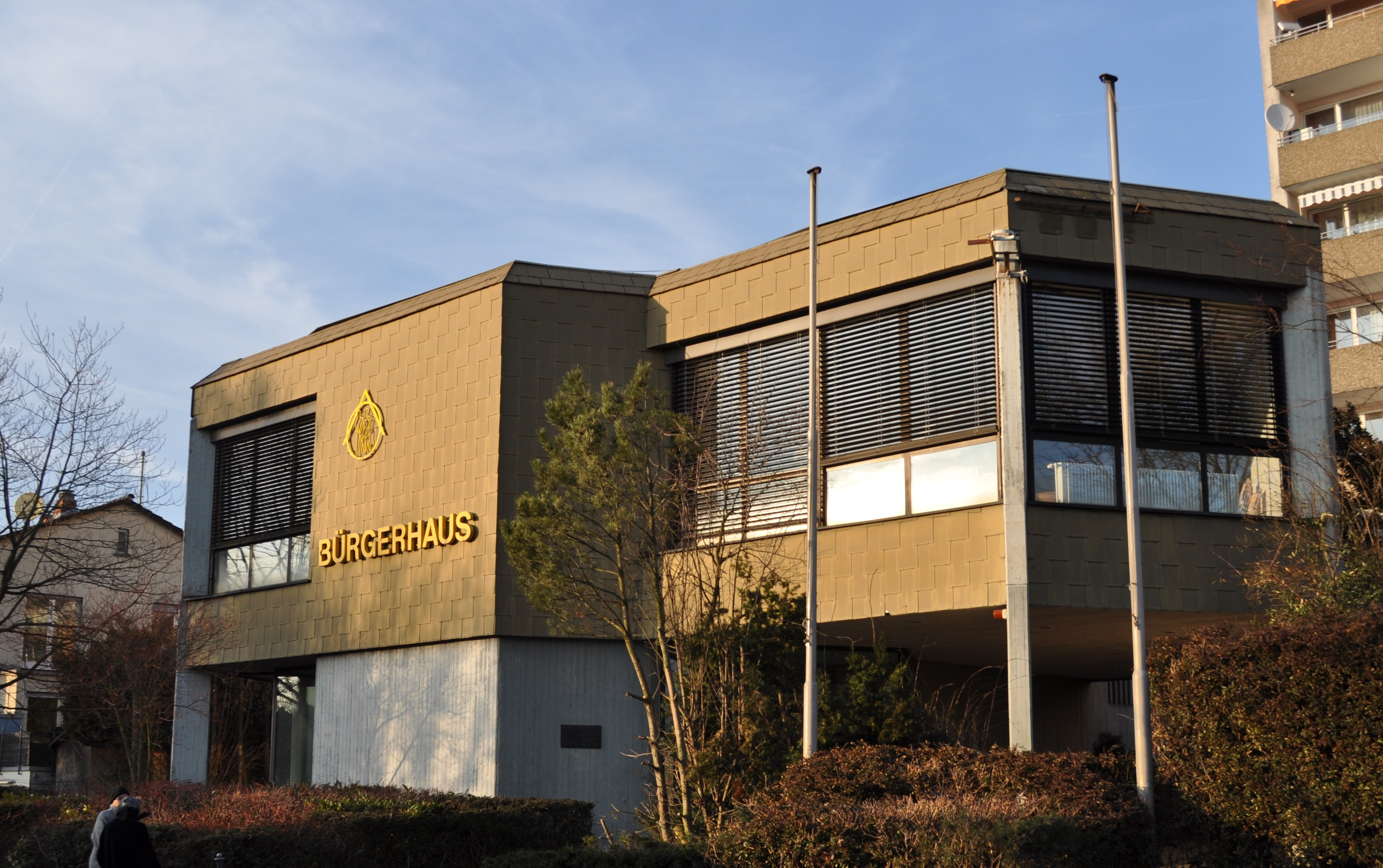
Bürgerhaus im Jahr 2010

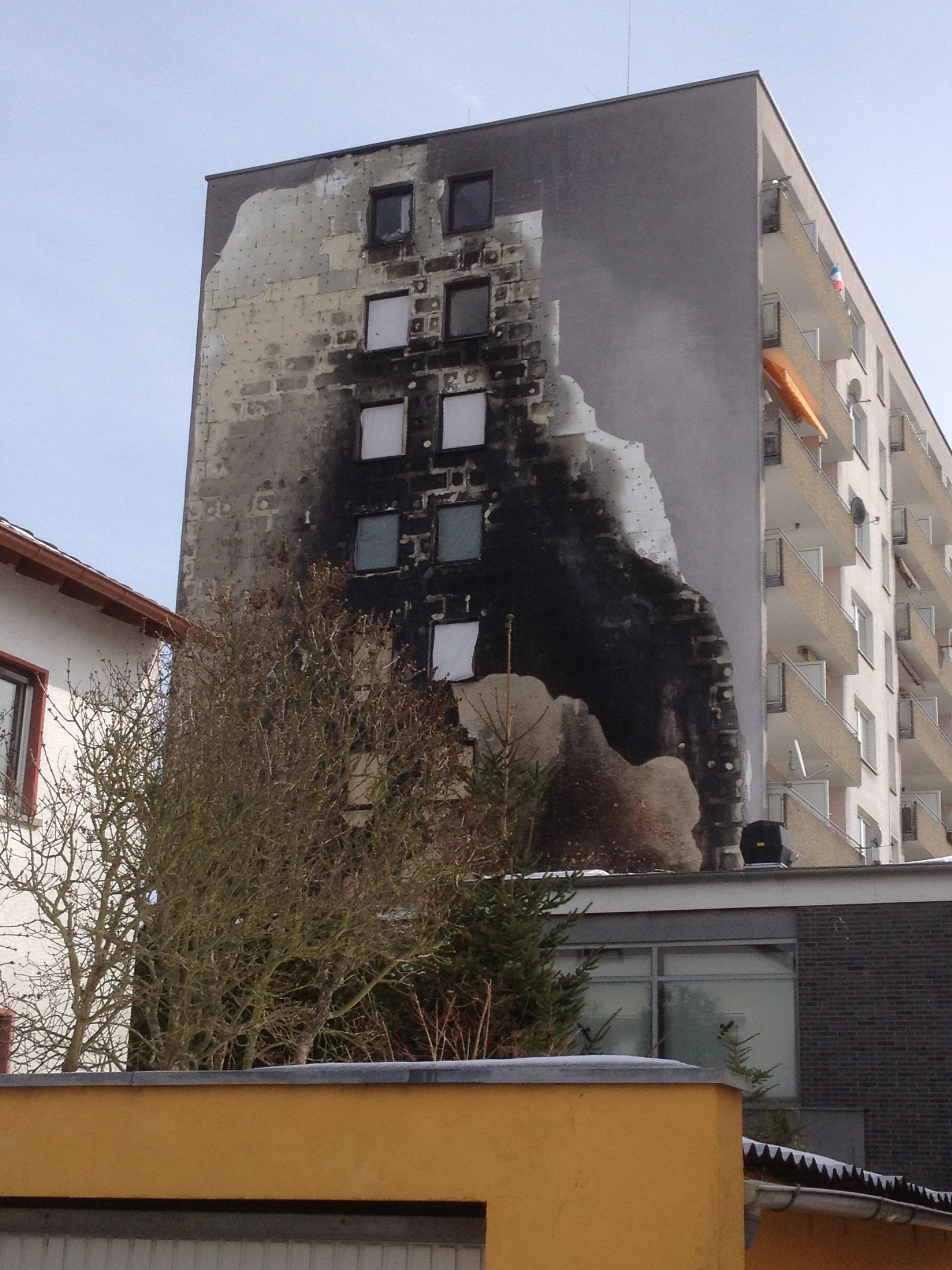
Brandschaden des Hochhauses neben dem Bürgerhaus Steinbach (2015)

Mehrmals im Jahr bot die Stadt auf der Bürgerhausbühne im 1969 erbauten und 1981 erweiterten Bürgerhaus am St.-Avertin-Platz Theaterstücke mit bekannten Schauspielern, sowie Kabarett und Kinderprogramm.
In der Nacht vom 7. auf den 8. Februar 2013 brannte das Steinbacher Bürgerhaus nach einer Fastnachtsveranstaltung nieder. Das Großfeuer war im Bühnenbereich ausgebrochen und führte zum Totalschaden des Bürgerhauses, das nicht mehr zu retten war. Bereits Ende 2016 sollte der Neubau des Bürgerhauses – an gleicher Stelle und in gleicher Größe – fertiggestellt sein. Die Neueröffnung erfolgte am 20. August 2017. Finanziert sind die rund 4 Millionen Euro an Kosten größtenteils durch die Brandschutzversicherung sowie durch Geldmittel des hessischen Landesprogramms Soziale Stadt.

### Regelmäßige Veranstaltungen
Im Juni jeden Jahres – jeweils am Wochenende nach Fronleichnam – findet das Steinbacher Stadtfest statt, veranstaltet vom Gewerbeverein auf der Bahnstraße. Am ersten Sommerferienwochenende ist sonntags Bürgerschoppen auf dem Freien Platz. Zum letzten Sonntag der Sommerferien gibt es Rathauskonzert und Flohmarkt, am zweiten Wochenende im Oktober ist Steinbacher Kerb auf dem St.-Avertin-Platz und am ersten Adventswochenende Weihnachtsmarkt rund um Freier Platz und Kirchgasse.
Von 1992 bis 2006 fand jedes Jahr der Steinbacher „Kultursommer“ auf dem Gelände der Bildungsstätte IG BAU statt. Hier traten Soul-, Jazz- und Salsagruppen auf.

### Museum
In Steinbach existiert ein Heimatmuseum. Dieses befindet sich im Keller des Backhauses (Kirchgasse) und ist am Wochenende geöffnet.

## Sport
Steinbach verfügt über drei Sporthallen – Altkönighalle, Friedrich-Hill-Halle und Schulturnhalle, ein Sportzentrum – mit einem Rasenplatz mit 400-Meter-Laufbahn sowie zwei Hartplätze –, Tennisplätze, Tennis- und Reithalle. Das Schwimmbad wurde in den 1990er Jahren geschlossen und steht zum Verkauf. Pläne, auf dem brachliegenden Gelände einen großen Schwimmteich zu errichten, sind nicht weiter verfolgt worden.
Der Radsportverein Wanderlust 1905 hat mit den Bereichen Kunstradfahren und Rollschuhkunstlaufen mehrfach deutsche und europäische Meisterschaften errungen.

## Wirtschaft und Infrastruktur
Die Stadt Steinbach (Taunus) wies im Jahr 2020 einen leicht überdurchschnittlichen Kaufkraftindex von 104,6 des Bundesdurchschnitts auf.

### Medien
Die Taunus-Zeitung, eine Regionalausgabe der Frankfurter Neuen Presse, die Regionalausgabe der Frankfurter Rundschau und die Frankfurter Allgemeine Zeitung berichten ausführlich über das Geschehen im Hochtaunuskreis. Die Steinbacher Information wird vom Steinbacher Gewerbeverein herausgegeben und kostenlos an alle Haushalte verteilt. Seit dem 13. September 2010 veröffentlicht zudem die Gorma Medien GmbH den „Oberurseler Stadtkurier“, eine kostenfreie, lokale Zeitung, die seit dem 28. Februar 2011 auch in Steinbach erscheint.
Im Gewerbegebiet ist das auf Menschen aus dem ehemaligen Jugoslawien zugeschnittene Suton Radio ansässig, das im Rhein-Main-Gebiet etwa 270.000 Hörer erreicht und ein 24-Stunden-Programm aus Musik, Information und aktuellem Service sendet.

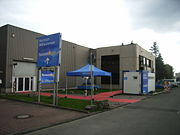
Das Große Hessenquiz wurde in einer Lagerhalle im Steinbacher Gewerbegebiet aufgezeichnet.

Anfang Februar 2008 gab der Hessische Rundfunk bekannt, künftig in Steinbach das Hessenquiz mit Moderator Jörg Bombach drehen zu wollen. Als Kulisse diente eine leerstehende Lagerhalle im Steinbacher Gewerbegebiet. Nach einem Monat waren die Folgen für die kommende Staffel abgedreht.
Es gibt eine Bücherei.

### Gewerbe
Steinbach verfügt über ein 14 Hektar großes Gewerbegebiet. Ein weiteres Gewerbegebiet von sechs Hektar ist nördlich des bestehenden Gewerbegebietes in den letzten Jahren entstanden.
In Steinbach werden 23 Unternehmen dem High-Tech-Bereich zugeordnet. Dies ist mit rund acht Prozent aller Arbeitsstätten ein relativ hoher Anteil. Ein Drittel dieser Unternehmen produzieren vor Ort, zwei Drittel führen ausschließlich Vertriebs- und Beratertätigkeiten aus. Der Schwerpunkt (14 Unternehmen) liegt im Bereich der Informations- und Kommunikationstechnik. Hier werden unter anderem Computer, EDV-Zubehör, elektronische Geräte sowie Software hergestellt und vertrieben. Der Bereich Sensorik, Mess- und Regelungstechnik steht mit sechs Unternehmen an zweiter Stelle. Die Technikfelder Medizintechnik, Mikroelektronik sowie Produktions- und Verfahrenstechnik sind mit jeweils ein bis zwei Unternehmen vertreten.
Der Energieverbrauch des Gewerbes in Steinbach betrug entsprechend dem Kommunalen Energiesteckbrief für Steinbach für das Jahr 2015 lediglich 5,1 % und liegt damit deutlich unter dem Durchschnitt des Regionalverbandes (14,5 %). Der Hebesatz der Gewerbesteuer (Haushaltsjahr 2023) beträgt 395 vom Hundert.

### Nahversorgung
Steinbach liegt in der Nähe des Main-Taunus-Zentrums Sulzbach (Taunus) und des Frankfurter Nordwestzentrums. Oberursel, Bad Homburg vor der Höhe, Eschborn und Frankfurt selbst sind mit ihrem umfangreichen Angebot gut erreichbar. Aber auch in Steinbach sind in der Bahnstraße einige Geschäfte und Supermärkte vorhanden.

### Landwirtschaft
Vor langer Zeit wurde in Steinbach sogar Wein angebaut. Die Bezeichnung „Wingerte“ am Verlauf des Steinbachs weist noch darauf hin.
In den zwanziger Jahren des 20. Jahrhunderts begann der feldmäßige Anbau von Erdbeeren mit großem Erfolg. Die Sorten wechselten häufig, einzelne Arten haben sich durch Jahrzehnte behauptet. Auch mit dem Anbau von Spezialobst ging es langsam aber stetig aufwärts. Nachdem Steinbach bei drei großen Gartenbauausstellungen die höchste Bundesauszeichnung für feinstes Tafelobst (Cox Orange) erhalten hatte, setzte sich der Obstanbau in Steinbach endgültig durch. Früher wurde das Obst überwiegend in der – heute nicht mehr existierenden – Kronberger Markthalle genossenschaftlich verkauft. Die Sammelstelle befand sich in der Eschborner Straße, wo sich heute die Gaststätte „Ile de Re“ befindet. Das Obst wurde unter anderem unter dem Begriff „Kronberger Erdbeeren“ bundesweit vermarktet. Heute, nach dem Bauboom der 1960er Jahre, fehlen der Landwirtschaft die Anbauflächen und der Obstanbau hat nur noch geringe Bedeutung. Bis etwa in die 1970er Jahre hin wurde aus Steinbacher Äpfeln in verschiedenen Gaststätten, etwa „Zum Schwanen“ und im „Goldener Stern“, in Lohnmosterei Saft gekeltert und zu Apfelwein vergoren.

### Verkehr

#### Flughafen
Der internationale Flughafen Frankfurt Main ist 15 Kilometer entfernt.

#### Überörtliche Straßenanbindung
Steinbach liegt wenige Kilometer von Anschlussstellen zu den Bundesautobahnen 5 und 66 entfernt. Die Bundesautobahn 5 befindet sich 1.375 m entfernt. Lärmschutzmaßnahmen waren nach der schalltechnischen Vorabschätzung 2017 auch nach dem anstehenden Ausbau der Bundesautobahn 5 zwischen Nordwestkreuz Frankfurt und Friedberg um den 4. Richtungsstreifen je Richtung nicht erforderlich. Es gibt keine direkte Straßenverbindung nach Frankfurt. Entsprechende Pläne scheiterten. Die Landstraße 3006 mit sehr hohem Verkehrsaufkommen führt mitten durch den Ortskern. Seit mehr als 40 Jahren wird deshalb eine Südumgehung geplant. Die Südumgehung scheiterte bisher stets an der Finanzierung. Nachdem die Stadt Frankfurt 2017 eine Potenzialfläche für neue Baugebiete auch westlich der A 5 ins Auge fasste, rückte die Realisierung der Südumgehung in greifbare Reichweite. Die Südumgehung wäre dann auch eine Erschließung des neuen Stadtteils.
Das Netz der Rad- und Wanderwege beträgt rund 20 Kilometer.

#### Straßennamen im Wandel der Zeit
Vor 1900 gab es noch keine Straßennamen in Steinbach. Die Häuser waren mit einer Durchlaufnummerierung versehen. Diese begann mit „1“ in der Untergasse und verlief im Uhrzeigersinn um den heutigen Freien Platz herum, um an der Eschborner Straße mit der Nummer 107 abzuschließen. Bezeichnungen für die Straßen und Wege gab es offiziell erst ab 1910, wobei sich im Ort Bezeichnungen eingebürgert hatten, die noch heute Gültigkeit besitzen. Beispiele dafür sind die Ober- und Untergasse, die auf die Hanglage des Ortes Bezug nehmen. Im Frühjahr 1904 wurde aus Bad Nauheim (Wetterau) der großherzogliche Geodät Hofmann nach Steinbach entsandt, der eine Vermessung der Steinbacher Gemarkung vornahm. Sein Kartenwerk, das bis heute Grundlage bauamtlicher Berechnungen bildet, enthielt erstmals Straßenbezeichnungen wie „Kirchgasse“, „Borngasse“, „Eschborner Straße“ oder „Gartenstraße“. Ab 1910 wurde mit der Bebauung der Gartenstraße begonnen. 1925 beschloss die Gemeindevertretung deren Umbenennung in Friedrich-Ebert-Straße, 1933 wurde sie in „Gartenstraße“ rückbenannt. Zur Zeit des Nationalsozialismus wurde die Eschborner Straße in Hindenburgstraße umbenannt und die Bahnstraße hieß fortan Hermann-Göring-Straße und der heutige Freie Platz Adolf-Hitler-Platz. Dieser Platz wurde in den 1970ern zum Pijnacker-Platz umbenannt, bevor er 2017 – lange nach Ende der Städte-Partnerschaft 2009 – den Namen Freier Platz zurückerhielt.

#### Schienenverkehr und öffentlicher Personennahverkehr

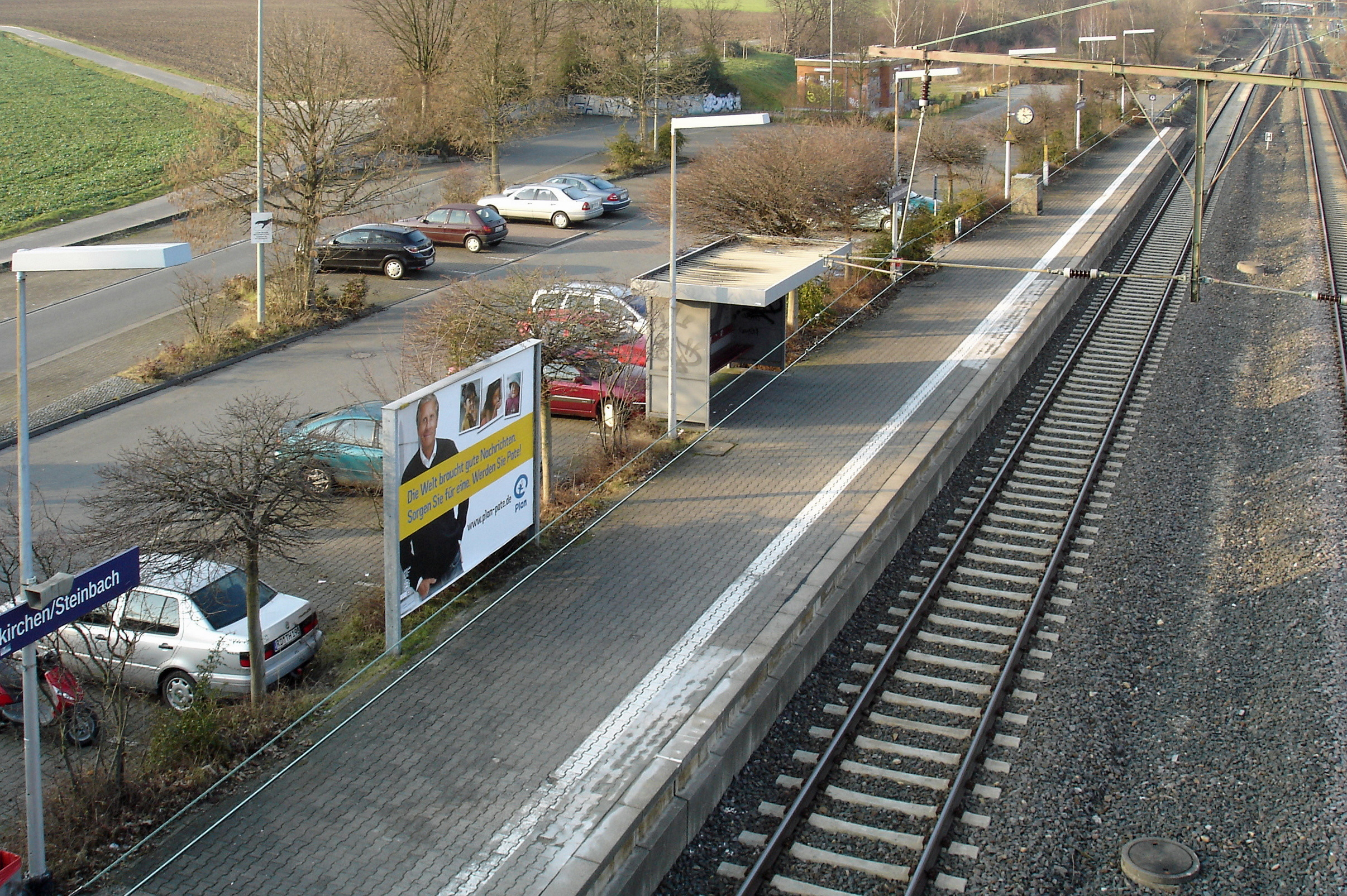
Bahnhof Oberursel-Weißkirchen/Steinbach

Über den Bahnhof Oberursel-Weißkirchen/Steinbach an der Homburger Bahn ist Steinbach an das S-Bahn-Netz des Rhein-Main-Verkehrsverbunds (RMV) angeschlossen. Der Bahnhof liegt hierbei zwischen Steinbach und Weißkirchen. Mit der Linie S5 können Friedrichsdorf, Oberursel, Bad Homburg vor der Höhe und Frankfurt am Main direkt erreicht werden. Die S-Bahnen verkehren zur Hauptverkehrszeit (5 bis 18 Uhr) im Viertelstundentakt.
Das ehemalige Empfangsgebäude des Bahnhofs Steinbach stand direkt an der Gemarkungsgrenze zu Weißkirchen und Stierstadt (heute Stadtteile von Oberursel) und wurde aufgrund des Brückenneubaus über die Bahn 1976 abgerissen. Zur selben Zeit wurde der Bahnhof auch zuletzt umfassend modernisiert. Dabei wurde das mechanische Einheitsstellwerk „Wf“ durch ein modernes Spurplanrelaisstellwerk des Herstellers Siemens vom Typ Sp Dr S 60 ersetzt, welches im Regelfall von Bad Homburg aus ferngesteuert wird. Die zur HVZ bis nach Frankfurt verlängerte Linie RB 15 durchfährt den Bahnhof ohne Halt.
Erstmals 1950 verband eine Bahnbuslinie Steinbach mit dem Frankfurter Hauptbahnhof und mit Oberursel. Mit Stand Dezember 2022 verkehren drei Buslinien. Die Linie 252 fährt unter der Regie der Main-Taunus-Verkehrsgesellschaft von Eschborn Südbahnhof (die Betriebsstelle der DB Netz „Eschborn Südbahnhof“ ist eigentlich ein Haltepunkt) an der Kronberger Bahn über Niederhöchstadt, ein Stadtteil von Eschborn, und Steinbach zum U-Bahn-Halt „Weißkirchen Ost“, wo Anschluss an die Linie U3 der U-Bahn Frankfurt besteht, teilweise darüber hinaus über Stierstadt zum Bahnhof von Oberursel. Die Linie 251 verbindet stündlich, Sonn- und Feiertags zweistündlich Kronberg im Taunus mit Steinbach, Frankfurt-Riedberg und das Nordwestzentrum. Dabei werden auch der Campus Riedberg der Goethe-Universität und der Bahnhof von Kronberg erschlossen. Zwischen Steinbach und „Weißkirchen Ost“ fahren die Linien 252 und 251 parallel. Die Stadtbuslinie 91 fährt werktags vom Bahnhof durch Steinbach zur Phorms-Schule am Steinbacher Wald zur Haltestelle „Taunus Campus“. Für die Schülerströme zur Altkönigschule in Kronberg (Linien 91 und 251) und zur Integrierten Gesamtschule in Stierstadt (252) verkehren morgens und mittags bzw. nachmittags zusätzliche Fahrten. Sie sind im öffentlichen Fahrplan zu finden und können auch von regulären Fahrgästen genutzt werden. Im Nachtverkehr verkehrt die Linie 251 in den Nächten von Freitag auf Samstag und von Samstag auf Sonntag stündlich vom Bahnhof in die Stadtmitte. Alle Linien werden von der DB Regio Bus Mitte mit Fahrzeugen der Firma Iveco betrieben. Auf den Verstärkern werden meist Gelenkbusse vom Typ MAN Lion’s City eingesetzt. Die Linie 251 mit Ausnahme der Schülerbusse und der Nachtfahrten wird vom Subunternehmer Ohly & Weber Reisedienst GmbH aus Neu-Anspach betrieben.
Seit Anfang 2013 lässt das Frankfurter Verkehrsdezernat eine mögliche Verlängerung der U-Bahn Linie 7 nach Eschborn prüfen. Der Frankfurter Verkehrsdezernent hat sogar schon eine entsprechend konkrete Untersuchung des Projekts in Auftrag gegeben. Dabei geht es um die Verlängerung der U-Bahn-Linie 7, die derzeit noch an der Heerstraße in Praunheim endet. Auch eine Haltestelle im Gewerbegebiet Helfmann-Park ist unter Umständen möglich. Diese würde laut dem Bürgermeister von Eschborn „den Standort Eschborn noch weiter aufwerten“. Einen genauen Zeitplan für das Projekt gebe es noch nicht. In absehbarer Zeit soll es ein Treffen mit Vertretern aus Eschborn, Frankfurt und Oberursel zum U-Bahn-Thema geben. Die Grünen im Hochtaunuskreis haben sich jüngst für einen Ausbau der U6 über Eschborn hinaus mit Haltestellen in Steinbach und Kronberg ausgesprochen. Die Stadt Oberursel im Hochtaunuskreis ist schon vor langer Zeit über die U-Bahn-Linie 3 an das Frankfurter U-Bahn-Netz angeschlossen worden.
Die S-Bahn-Station Oberursel-Weißkirchen/Steinbach ist Bestandteil der Planungen für den nördlichen Planungsabschnitt der Regionaltangente West, die 2028 befahren werden soll.

## Persönlichkeiten

### Josef Schwarzschild
Am 21. November 1908 wurde Josef Schwarzschild geboren. Sein jüdischer Vater Abraham war Bahnwärter der Preußischen Staatseisenbahnen und zog mit seiner Familie in das Bahnwärterhaus am Viadukt im Süden Steinbachs, das sich auf Eschborner Gemarkung befindet. So wurden die Schwarzschilds Eschborner Bürger. Zur Schule ging Josef ab 1915 nach Steinbach.
Er wurde Maurer und aktives Gewerkschaftsmitglied, Mitglied des Fußballclubs „Germania“ und wirkte bis Mitte der 1930er Jahre als Wasserfahrer der Steinbacher Pflichtfeuerwehr mit. 1931 heiratete Josef Schwarzschild seine Jugendliebe Anna Maria und zog mit ihr in die Schwanengasse in Steinbach. Mit der Machtergreifung der Nationalsozialisten war Josef Schwarzschild als Jude gefährdet. Die Gestapo verhaftete ihn im Rahmen einer Kriminalisierungswelle gegen Juden in Mischehen im Gau Frankfurt unter dem Vorwand, er habe seinen Judenstern nicht ordnungsgemäß getragen. Von April bis September 1943 wurde er in den Arbeitserziehungslagern Heddernheim und Köppern drangsaliert und schließlich nach Auschwitz deportiert und im Dezember 1943 ermordet.

### Jochen Schwalbe
Jochen Schwalbe (1938–2012) war Arzt und Kommunalpolitiker in Steinbach. Als Mitglied der FDP gehörte er ab 1968 der Stadtverordnetenversammlung von Eschborn und von 1972 bis 2001 in Steinbach (er hatte seine Praxis 1971 von Eschborn nach Steinbach verlegt). 2001 bis 2008 war er Stadtverordnetenvorsteher. im Februar 2009 wurde er Ehrenbürger der Stadt Steinbach. Er erhielt den Landesehrenbrief des Landes Hessen und 1994 das Bundesverdienstkreuz.

### Weitere Persönlichkeiten
- Johann Christoph Diehl (1782–1856), Lehrer von Friedrich Stoltze, wohnte in der Untergasse 2.
- Wilhelm Lenz (1894–1954), Landtagsabgeordneter
- Stefan Naas (FDP), Landtagsabgeordneter

## Belege
1. ↑  Hessisches Statistisches Landesamt: Bevölkerung in Hessen am 31.12.2024 (Einwohnerzahlen auf Grundlage des Zensus 2022) (Hilfe dazu).
2. 1 2 3  ohne Verfasser: Stadtwappen. In: Internetpräsenz. Stadtverwaltung Steinbach (Taunus), abgerufen am 27. Mai 2024.
3. ↑  Karl Josef Minst (Übers.): Lorscher Codex (Band 5), Urkunde 3315, 14. September 789 – Reg. 2132. In: Heidelberger historische Bestände – digital. Universitätsbibliothek Heidelberg, S. 150, abgerufen am 27. Februar 2016.
4. ↑  Steinbach (Frankfurt). In: Lorscher Codex. Archivum Laureshamense – digital, Universitätsbibliothek Heidelberg.
5. ↑  „Item saßte Hrhr Viertzig gld. die Kirchen zu Steinbach wieder zu machen“.
6. ↑  Ernst J. Zimmermann: Hanau, Stadt und Land. Kulturgeschichte und Chronik einer fränkisch-wetterauischen Stadt und ehemal. Grafschaft. Mit besonderer Berücksichtigung der älteren Zeit. Vermehrte Auflage, Selbstverlag, Hanau 1919. (Unveränderter Nachdruck: Peters, Hanau 1978, ISBN 3-87627-243-2, S. 767, 772)
7. ↑  Gesetz betreffend die Änderung der Grenzen der Landkreise Offenbach und Ober-taunus vom 22. August 1947. In: Gesetz- und Verordnungsblatt für das Land Hessen Nr. 12 vom 11. September 1947, S. 74.
8. ↑  Steinbach (Taunus), Hochtaunuskreis. Historisches Ortslexikon für Hessen. (Stand: 14. Dezember 2020). In: Landesgeschichtliches Informationssystem Hessen (LAGIS).
9. ↑  Michael Neumann: Der Kampf um die Freiheit. In: Taunus-Zeitung. 14. April 2012, S. 20.
10. ↑  Gesetz zur Neugliederung des Obertaunuskreises und des Landkreises Usingen (GVBl. II 330-18) vom 11. Juli 1972. In: Der Hessische Minister des Innern (Hrsg.): Gesetz- und Verordnungsblatt für das Land Hessen. 1972 Nr. 17, S. 227, § 7 (Online beim Informationssystem des Hessischen Landtags [PDF; 1,2 MB]).
11. ↑  Ergebnis der Gemeindewahl am 14. März 2021. Hessisches Statistisches Landesamt, abgerufen im April 2021.
12. ↑  Ergebnis der Gemeindewahl am 6. März 2016. Hessisches Statistisches Landesamt, archiviert vom Original (nicht mehr online verfügbar); abgerufen im April 2016.
13. ↑  Ergebnis der Gemeindewahl am 27. März 2011. Hessisches Statistisches Landesamt, archiviert vom Original (nicht mehr online verfügbar); abgerufen im April 2011.
14. ↑  Ergebnis der Gemeindewahl am 26. März 2006. In: Webauftritt. Hessisches Statistisches Landesamt, archiviert vom Original (nicht mehr online verfügbar); abgerufen im April 2006.
15. ↑  Ergebnis der Gemeindewahl am 18. März 2001. In: Webauftritt. Hessisches Statistisches Landesamt, archiviert vom Original (nicht mehr online verfügbar); abgerufen im April 2001.
16. ↑  Magistrat der Stadt Steinbach (Taunus)
17. 1 2  Stadt Steinbach, 21. Mai 2019: Steffen Bonk wurde feierlich vereidig (Memento vom 2. Januar 2024 im Internet Archive): „ Die Urkunde, die … ihn offiziell zum Bürgermeister ernennt, trägt das Datum 1. Juli. Zu diesem Tag wechselt der derzeitige Haupt- und Personalamtsleiter … in das Bürgermeisterdienstzimmer“
18. 1 2  www.jura.uni-frankfurt.de, 30. Oktober 2012: Verfassungsrechtliche Grenzen für die Bestimmung des Wahltermins für die Wahlen zum 19. Hessischen Landtag; Beginn der Wahlperiode siehe Seite 10 der PDF-Datei
19. ↑  hessenschau: Bürgermeisterwahl am 23. Februar 2025 in Steinbach
20. ↑  Hessisches Statistisches Landesamt: Direktwahlen in Steinbach (Memento vom 7. Oktober 2022 im Internet Archive)
21. ↑  Genehmigung eines Wappens der Gemeinde Steinbach, Obertaunuskreis, Regierungsbezirk Wiesbaden vom 28. Februar 1964. In: Der Hessische Minister des Inneren (Hrsg.): Staatsanzeiger für das Land Hessen. 1964 Nr. 11, S. 346, Punkt 315 (Online beim Informationssystem des Hessischen Landtags [PDF; 3,5 MB]).
22. 1 2  Stefanie Heil: Ja, wie heißt er denn? In: fnp.de. Frankfurter Societäts-Medien GmbH, Frankfurt am Main, 5. Mai 2017, abgerufen am 27. Mai 2024.
23. ↑  Schulen in Steinbach
24. ↑  Bürgerhaus in Steinbach zerstört. In: Frankfurter Rundschau. 8. Februar 2013, abgerufen am 7. März 2016.
25. ↑  Weitergedreht: Bürgerhaus Steinbach (Memento vom 22. August 2017 im Internet Archive) Bericht in der „Hessenschau“ am 20. August 2017, abgerufen am 22. August 2017.
26. ↑  Rundgang über Baustelle in Steinbach: Das neue Bürgerhaus wächst. (Memento vom 9. März 2016 im Internet Archive) auf: taunus-zeitung.de, 29. Dezember 2015, abgerufen am 7. März 2016.
27. ↑  IHK-Bezirk Frankfurt in Zahlen 2019|2020. (PDF; 1,1 MB) In: frankfurt-main.ihk.de. Industrie- und Handelskammer Frankfurt am Main, April 2021, S. 9, archiviert vom Original (nicht mehr online verfügbar) am 24. Juni 2021; abgerufen am 27. Juni 2021.
28. ↑  Stadt Steinbach (Taunus): Strukturdaten
29. ↑  Hessen Mobil: A 5 - Ausbau Nordwestkreuz Frankfurt/Friedberg. (Memento des Originals vom 31. Juli 2017 im Internet Archive)  Info: Der Archivlink wurde automatisch eingesetzt und noch nicht geprüft. Bitte prüfe Original- und Archivlink gemäß Anleitung und entferne dann diesen Hinweis. Präsentation zur Bürgerversammlung Steinbach am 2. April 2012, abgerufen am 10. Mai 2017.
30. ↑  Angst vor Frankfurts Bau-Idee. In: Frankfurter Neue Presse. 7. April 2017.
31. ↑  https://stellwerke.info/stw/stw.php?id=13606
32. ↑  https://stellwerke.info/stw/stw.php?id=6831
33. ↑  https://www.rmv.de/c/fileadmin/import/timetable/MTV_252_ab_11_12_2022.pdf
34. ↑  https://www.rmv.de/c/fileadmin/import/timetable/RMV_Linienfahrplan_251_ab_11.12.22_bis_09.12.23.pdf
35. ↑  https://www.rmv.de/c/fileadmin/import/timetable/RMV_Linienfahrplan_91_ab_11.12.22_bis_09.12.23.pdf
36. ↑  ÖPNV – U-Bahn nach Eschborn. In: Frankfurter Rundschau. 24. Januar 2013.
37. ↑  Archivierte Kopie (Memento des Originals vom 23. Oktober 2022 im Internet Archive)  Info: Der Archivlink wurde automatisch eingesetzt und noch nicht geprüft. Bitte prüfe Original- und Archivlink gemäß Anleitung und entferne dann diesen Hinweis.
38. ↑  Bernd Vorlaeufer-Germer: Das Schicksal des Josef Schwarzschild aus Steinbach. (online)
39. ↑  Trauer um Dr. Schwalbe. In: Taunuszeitung. 17. Oktober 2012, S. 12.